# Словник термінології Європейського Союзу
Словник термінології Європейського Союзу — містить понад 1000 термінологічних одиниць, покажчики за англійською, французькою, німецькою та українською мовами. Кожен термін має чотири мовні еквіваленти. З огляду на складності траскрипції/транслітерації європейських імен, редактори Словника вмістили також індекс імен основних діячів Європейського Союзу.
Англійські, французькі та німецькі еквіваленти взято з офіційних текстів права ЄС (acquis communautaire), офіційних багатомовних словників ЄС чи офіційних прес-релізів інституцій Союзу.
Вироблена у Словнику українська термінологія стала результатом роботи проекту «Лабораторія наукового перекладу євроінтеграційної термінології», що тривав у червні 2005 - січні 2006 року за підтримки Міжнародного фонду «Відродження» та Національного університету «Києво-Могилянська академія».
Словник було створено під час 14-х багатогодинних термінологічних семінарів, протягом яких експерти «Лабораторії» обговорювали вміщені до словника терміни та терміносполуки. Експертами «Лабораторії» та учасниками семінарів стали фахівці з європейського права, спільних політик ЄС, міжнародної політики, світової економіки та міжнародних освітніх програм, а також професійні філологи, перекладознавці та термінознавці.